# 日本とウズベキスタンの関係
日本とウズベキスタンの関係（にほんとウズベキスタンのかんけい、ウズベク語: Oʻzbekiston — Yaponiya munosabatlari、英語: Japan–Uzbekistan relations）は、日本とウズベキスタンの二国間関係である。

## 両国の比較
|             | ウズベキスタン                        | 日本                           | 両国の差                       |
| ----------- | ------------------------------------- | ------------------------------ | ------------------------------ |
| 人口        | 3564万8100人（2022年）                | 1億2626万人（2019年）          | 日本はウズベキスタンの約3.5倍  |
| 国土面積    | 44万8969km²                           | 37万7972 km²                   | ウズベキスタンは日本の約1.2倍  |
| 首都        | タシケント                            | 東京都                         |                                |
| 最大都市    | タシケント                            | 東京都区部                     |                                |
| 政体        | 共和制                                | （民主制）議院内閣制           |                                |
| 公用語      | 国家語はウズベク語 ロシア語も広く使用 | 日本語（事実上）               |                                |
| 国教        | なし                                  | なし                           |                                |
| GDP（名目） | 528億7010万米ドル（2018年）           | 5兆819億6954万米ドル（2019年） | 日本はウズベキスタンの約96.2倍 |
| 地図        |                                       |                                |                                |

## 外交関係

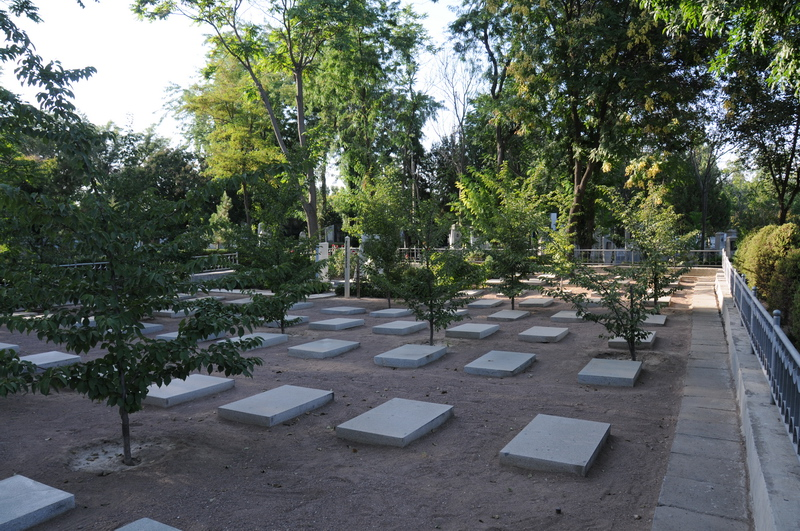
タシケント抑留日本人墓地

歴史上、中国やシルクロードを介した間接的な接点はあるものの、日本とウズベキスタンの直接の接点は第二次世界大戦後、シベリア抑留において多くの大日本帝国軍人がウズベキスタンを含む中央アジアへと連行され、旧ソビエト連邦軍によって強制労働が課せられたことに始まる。旧日本兵はタシュケントを含むウズベキスタンの各地域でダムなどの施設建設作業を行った。この強制労働で建設された施設にはナヴォイ劇場やファルハドダムなどがあり、現在もウズベキスタン国内にて利用されている。
日本は1991年12月28日にウズベキスタンを正式に国家として承認し、1992年1月26日、日本とウズベキスタンは正式に国交を樹立した。翌年の1993年1月、タシケントに在ウズベキスタン日本国大使館が設立され、1996年2月には東京に駐日ウズベキスタン大使館が設立された。
1994年5月にはウズベキスタンのイスラム・カリモフ大統領が初来日したほか、2002年7月にはカリモフ大統領が再来日して小泉純一郎首相（当時）と会談、それまで橋本龍太郎元首相により提案、実行されてきたシルクロード外交を発展させる「日本とウズベキスタンとの間の友好、戦略的パートナーシップ、協力に関する共同声明」を発表、署名を行った。2004年8月には川口順子外相（当時）がウズベキスタンを含む中央アジア4カ国を訪問、タシケントにある世界経済外交大学にてスピーチを行い、これまでの中央アジアと日本の関係を強化する新たな対中央アジア政策、「中央アジア＋日本」対話を今後行っていくことを発表した。また、2006年8月には小泉首相が現職の総理としてウズベキスタンを初訪問している。2011年にはカリモフ大統領が3回目の来日を果たした。
「中央アジア＋日本」対話は2004年以降も外相・高級実務者など様々なレベルで継続して開催されており、2013年3月には東京で第5回目の対話が開催された。
2016年9月2日、独立以来25年間に渡ってウズベキスタンの初代大統領を務めていたカリモフ大統領が逝去した。翌3日、安倍晋三内閣総理大臣はニグマティッラ・ユルダシェフ上院議長に宛てて哀悼の意を表明し、同日サマルカンドで行われたカリモフ大統領の葬儀には滝沢求外務大臣政務官が出席した。

## 貿易
対ウズベキスタンの貿易輸出入額は2010年時点で以下のようになっている。日本への主要輸出品目は金などの希少鉱物資源や綿織物、日本からの主要輸出品目は自動車やゴム製品となっている。
- 対ウズベキスタン輸出額：77.9億円（2010年）
- 対ウズベキスタン輸入額：85.7億円（2010年）

2001年4月にウズベキスタン航空による日本とウズベキスタンの定期便が関西国際空港に初めて就航、2002年11月には成田国際空港に週1回の定期便が運行されるようになった。また、2011年からは直行便となり、2012年時点において週2回の成田・タシュケント直行便が運行されている（2013年10月25日より定期便が一時運休状態にあったが、2014年4月より再開される予定である）。
2003年12月には日本ウズベキスタン航空協定が締結されたほか、2006年6月には日本ウズベキスタン技術協力協定が、2008年8月には日本ウズベキスタン投資協定が締結されている。

## 経済援助
2011年時点において、日本のウズベキスタンに対する資金協力は有償・無償含め1,650億円、技術協力は137億円となっている。
ウズベキスタン国内では旧ソビエト連邦時代に使用されていたインフラが使用され続けている分野が多く、鉄道の電化や機材整備、火力発電所の増設などインフラ整備の分野において日本による貢献は大きい。
金融分野においては、共産主義国家であった旧ソビエト連邦時代の制度・手法から脱却し資本主義経済へと移行する中で市場経済化や法整備、コーポレート・ガバナンスなどの分野において人材育成を主とした協力活動が行われている。
なお、旧ソビエト連邦時代に進められた灌漑農業をはじめとする自然改造計画や大規模な工業化、その後の環境政策によりウズベキスタン国内の環境問題は水資源不足や塩害などで深刻さを増しており、農業分野において農地改革や塩害対策、水資源管理などの技術協力も活発に行われている。これと関連して、医療分野においても機材・施設の老朽化やサービスの質の低下に対し技術協力を行うプロジェクトが複数行われている。

## 文化交流
在ウズベキスタン日本人は2021年時点で133人、在日本ウズベキスタン人は2021年時点で3,632人 となっている。
2012年には国交樹立20周年の記念事業が数多く行われ、浮世絵展や能や狂言の公演、日本映画祭をはじめとする日本文化祭やウズベキスタンの仏教遺跡展などが行われた。
スポーツ分野においては、リショド・ソビロフが世界柔道選手権大会男子60kg級で2連覇、アブドゥロ・タングリエフが2011年世界柔道選手権大会無差別級で金メダルを獲得するなどウズベキスタン国内では柔道や空手、合気道をはじめとする日本武道に対する関心が高く、2012年の日本・ウズベキスタン国交樹立20周年記念事業ではスポーツ交流支援事業として柔道や合気道の指導が行われた。

## 外交使節

### 駐日ウズベキスタン大使
1. アリシェル・エルキノヴィチ・シャイホフ（ウズベク語版、ロシア語版）（1998～2001年、信任状捧呈は3月6日[26]）[27]
2. ミルソビット・ファジロヴィチ・オチロフ（ミルソビット・エフ・オチロフ、2001～2009年、信任状捧呈は12月10日[28]）
  - （臨時代理大使）マハムドジョン・ハジメトフ（2009～2010年）
3. ハミドゥラ・サドゥラエヴィチ・カラマトフ（2010～2011年、信任状捧呈は2月16日[29]）
  - （臨時代理大使）カフラモン・シャキロフ（2011～2012年）
4. ファルフ・イスロムジョノヴィチ・トゥルスノフ（2012～2018年、信任状捧呈は3月5日[30]）
5. ガイラト・ガニエヴィチ・ファジーロフ（2018～2021年、信任状捧呈は4月5日[31]）
6. ムクシンクジャ・アブドゥラフモノフ（2021年～、信任状捧呈は9月27日[32]）

### 駐日ウズベキスタン大使館
- 住所：東京都港区高輪二丁目1-52
- アクセス：都営地下鉄浅草線泉岳寺駅A2

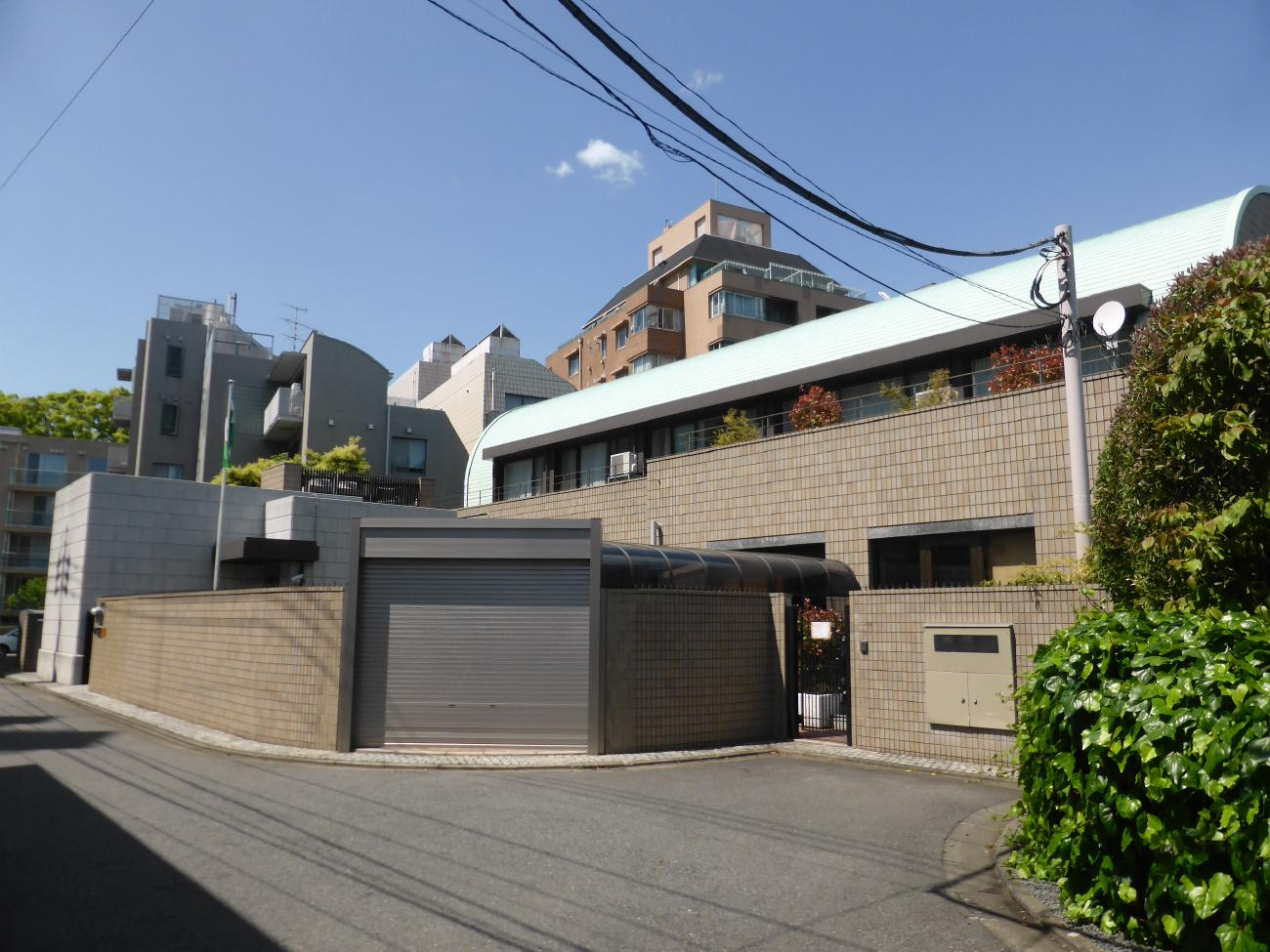
ウズベキスタン大使館全景
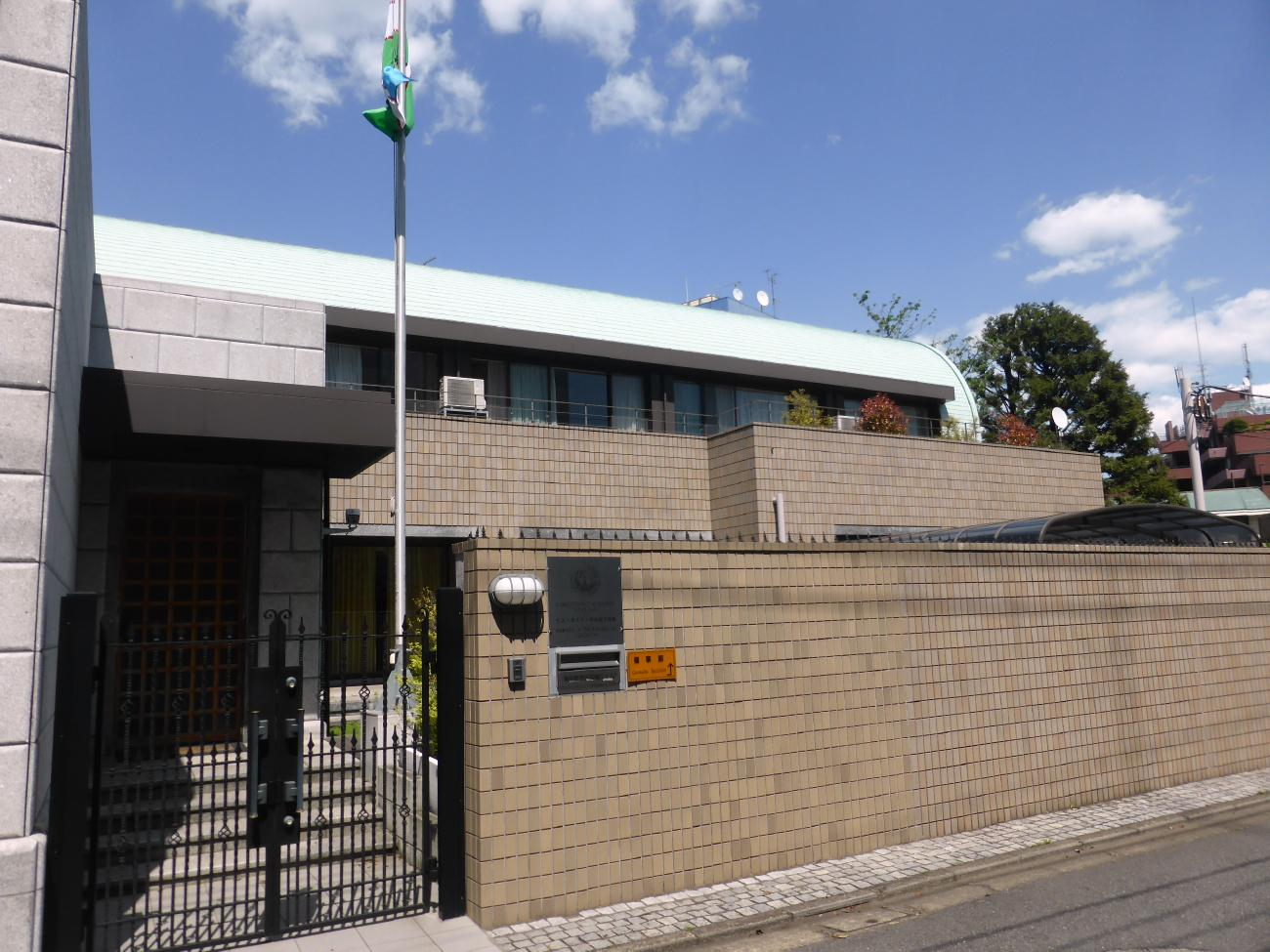
ウズベキスタン大使館正面玄関
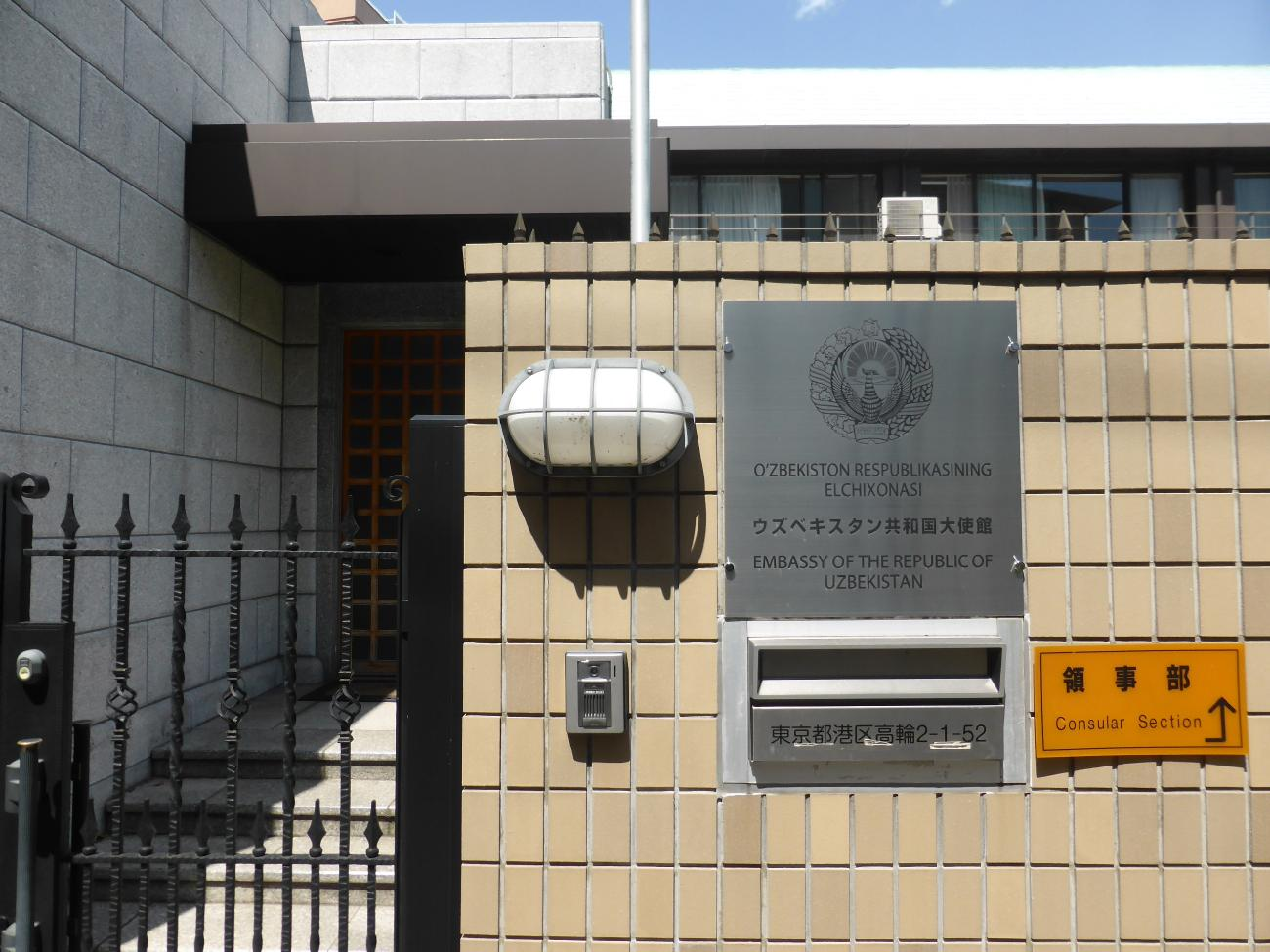
ウズベキスタン大使館表札